# Barbara Koterwas
Barbara Koterwas (ur. 4 grudnia 1912 w Lublinie, zm. 20 grudnia 1983 tamże) – polska harcerka, łączniczka Armii Krajowej, działaczka społeczna i kulturalna w Lublinie.

## Życiorys
Była córką Stefanii i Henryka Koterwasów. Ojciec był stolarzem i gimnastykiem, należał do Polskiego Towarzystwa Gimnastycznego „Sokół”.
W wieku 8 lat zachorowała i z tego powodu straciła władzę w nogach. Z pomocą matki oraz dzieci, które odrabiały lekcje w jej domu, zaliczyła program szkoły powszechnej. Zaczęła chodzić w wieku 16 lat, ale nigdy nie wróciła do pełnej sprawności z powodu skrzywienia kręgosłupa.
W 1939 zorganizowała pomoc dla jeńców polskich przetrzymywanych na terenie dawnej fabryki samolotów w Lublinie (aprowizacja, organizacja ucieczek). We wrześniu 1939, po bitwie w Wólce Lubelskiej, opiekowała się rannymi.
W czasie II wojny światowej była łączniczką Armii Krajowej. Działała pod pseudonimem „Kusa”. Przeszła szkolenie sanitarne i odbyła praktykę w szpitalu Jana Bożego w Lublinie. Szkoliła sanitariuszki i oddziały partyzanckie AK. Dzięki jej zainteresowaniu ziołolecznictwem zatrzymano epidemię czerwonki, która wybuchła w obozie jenieckim.
W 1945 kierowała służbą zdrowia przy Komendzie Chorągwi ZHP. Stworzyła grupę harcerską działającą w Lublinie w latach 1945–1950. Prowadziła dla niej szkolenia z zakresu ratownictwa i pierwszej pomocy. Utworzyła teatr harcerski „Jaskółki”, rozwiązany przez Komendę Chorągwi za pomocą zwolnienia Koterwas po pierwszym spektaklu.
W latach 1946–1950 Koterwas pracowała w laboratorium farmaceutyczno-chemicznym firmy „J. Magierski i S-ka”, która po upadku została przekształcona w spółdzielnię „Permedia”. Gdy Stanisław Magierski, dawny właściciel firmy, później kierownik techniczny spółdzielni, zaproponował powstanie pracowniczego teatru „Latarnia”, jego artystyczne przewodnictwo powierzono Barbarze Koterwas. Teatr „Latarnia” organizował wystawy np. związane z twórczością Adama Mickiewicza (1955) albo Stanisława Wyspiańskiego (1957) czy historią Lublina (1957). Barbara Koterwas organizowała towarzyszące im wieczory poezji.
Na początku lat 60. XX wieku założyła też dziecięco-młodzieżową grupę teatralną „Mała Latarnia”. Grupy występowały w miejscowościach Lubelszczyzny i Roztocza z bezpłatnymi przedstawieniami. Latem 1964, podczas rowerowej wyprawy nad Bałtyk, zespół dał 35 przedstawień.
Z uczniostwa technikum kolejowego w Lublinie Koterwas stworzyła zespół „Semaforek”, który występował na terenach wiejskich jako teatr objazdowy. Wśród tekstów opracowanych przez zespół znalazły się m.in. sztuki Rabindranatha Tagore'a i montaż poezji indyjskiej. W 1961 założyła „Pierwszy Teatr Podgrodzie”, złożony z dorosłych o różnych profesjach. W latach 1964–1965 prowadziła teatr „Radar”, w którym pracowała z tzw. trudną młodzieżą z klubu „Radar”, od którego pochodziła nazwa grupy. Zespół otrzymał wyróżnienie podczas Festiwalu Poezji Gałczyńskiego w Szczecinie. W latach 60. XX wieku Koterwas zainicjowała powstanie zespołu teatralnego w Międzyspółdzielnianym Klubie „Hanka” działającym przy Obuwniczej Spółdzielni Pracy w Lublinie.
W latach 1966–1968 Koterwas zainicjowała powstanie „Koła Żywego Słowa” przy Miejskim Domu Kultury w Lublinie. Działała w nim młodzież. W latach 1975–1978 Koterwas prowadziła zajęcia dla dzieci w świetlicy Towarzystwa Przyjaciół Dzieci. Efektem były przedstawienia teatralne. Pracę tę obserwowali studenci i studentki Pomaturalnego Studium Medycznego w Lublinie.
U schyłku życia Barbara Koterwas pracowała z założoną przez siebie na bazie seniorów i seniorek z Klubu Seniora na ul. Świętoduskiej w Lublinie grupą teatralną „Ziółko”.
Prowadzone przez Barbarę Koterwas zespoły występowały z własnymi przedstawieniami, adaptowały też na cele teatralne utwory Cypriana Kamila Norwida, Hansa Christiana Andersena, Henryka Sienkiewicza i innych. Koterwas pisała scenariusze i organizowała działanie grup teatralnych. Często próby zespołów przez nią prowadzonych odbywały się w jej mieszkaniu. Koterwas zbierała wiersze dla dzieci oraz legendy lubelskie.
Z pracy Barbary Koterwas korzystali animatorzy amatorskiego ruchu teatralnego. Przedstawienie „Nim kurtyna pójdzie w górę”, forma próby pokazowej, prezentowało metody jej pracy w zakresie ruchu scenicznego, interpretacji tekstu, ćwiczeń oddechowych, dykcji. Przedstawienie stało się warsztatem dla instruktorów ruchu teatralnego.
Zachęcona przez przyjaciół, na kilka lat przed śmiercią zaczęła spisywać wspomnienia. Zostały wydane w 2000 jako Latarnia.

## Upamiętnienie
Na ścianie kościoła św. Mikołaja na Czwartku w Lublinie wmurowano tablicę ją upamiętniającą z napisem Przez całe życie służyła kulturze i ludziom.
W Lublinie istnieje Latarnia – Szkoła Animacji Teatru NN im. Barbary Koterwas.